# Patmos Verlag
Der Patmos Verlag ist ein deutscher Verlag, der unter diesem Namen seit 1946 besteht und bis Ende 2009 Sachbücher zu Gesellschaft, Geschichte, Psychologie, Literatur, Kulturgeschichte und Religion sowie Klassiker der Weltliteratur, Kinder- und Jugendbücher, Schulbücher und Hörbücher veröffentlichte. Mit dem Verkauf der Programmteile „Religion/Theologie“ sowie „Psychologie & Lebenshilfe“ mitsamt dem Verlagsnamen existiert der Verlag seit Anfang 2010 unter dem Dach der Unternehmensgruppe Schwabenverlag in Ostfildern weiter. Die restlichen Programmteile wurden in die Verlage des damaligen Hauptgesellschafters der Cornelsen Holding integriert.

## Geschichte

### Ursprungsverlage Schwann und Mosella

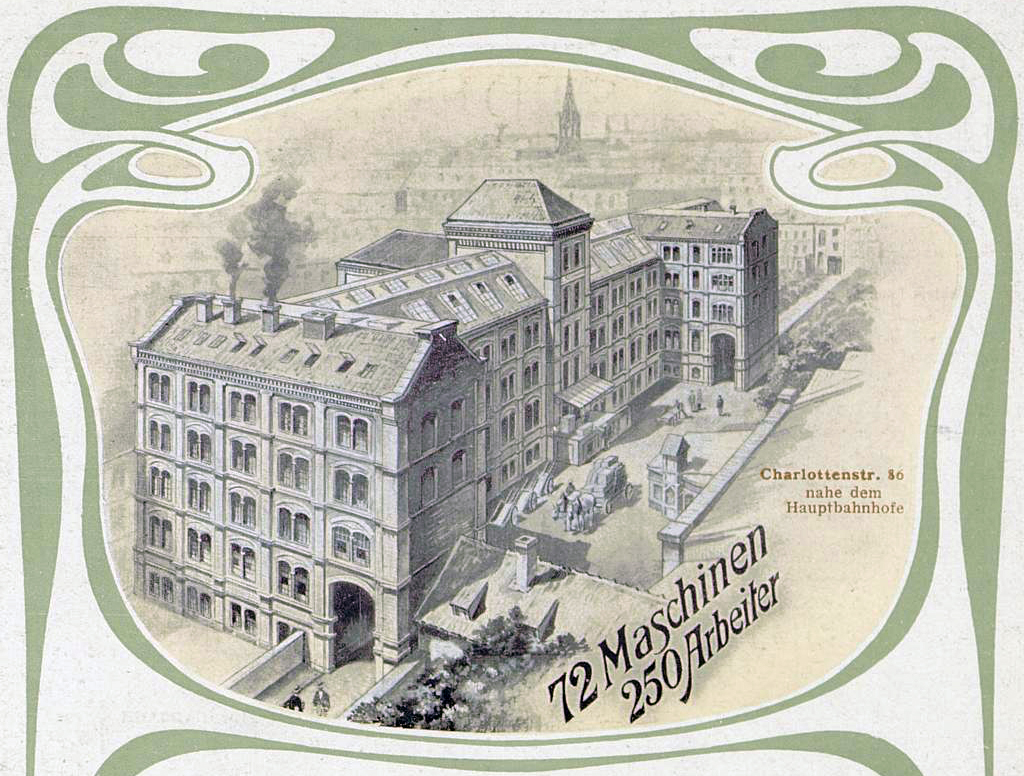
L. Schwann, Buch- und Stein-Druckerei, Charlottenstraße 86, Düsseldorf, 1902

Der Patmos Verlag hat seine Wurzeln in den beiden Verlagen Schwann und Mosella:
Der Schwann Verlag wurde im November 1821 von Leonard Schwann (1778–1867), dem Vater des Mediziners Theodor Schwann, gegründet. Leonard Schwann war ein Goldschmied aus Neuss, der seinerzeit neue Einnahmequellen suchte, um sich und seine vielköpfige Familie zu ernähren. Zunächst druckte Schwann nur Formulare und „kleinere Gelegenheitsdrucksachen“, doch schon in der nächsten Generation wurden theologische und durch Zukauf auch bald Schulbücher, Jugendbücher, Kunstbücher und Tonträger verlegt. Ein bis heute in der Forschung wichtiges Großprojekt waren die bei Schwann verlegten Bände der Kunstdenkmälerinventare der Rheinprovinz, die von Paul Clemen herausgegeben wurden.
Den Mosella Verlag übernahm der Schwann Verlag 1933. Der Mosella Verlag wurde 1910 in Trier zum Zweck der Betreuung der „Eckerschen Schulbibel“ gegründet. Diese Bibel stieß auf so breite Zustimmung, dass sie in zehn Sprachen übersetzt wurde. Im Jahre 1931 war sie die Bibelausgabe, mit der die Hälfte aller deutschen Katholiken unterrichtet wurden.

### Schwann und Mosella während der nationalsozialistischen Diktatur
Mit der angeschlossenen Buchbinderei, der Druckerei, Setzerei und verschiedenen anderen handwerklichen Betrieben, die nicht nur unmittelbar mit der Buchproduktion befasst waren, beschäftigte Schwann bis in die 1930er Jahre bis zu eintausend Menschen. In der Zeit zwischen 1933 und 1945 war der Schwann Verlag aufgrund seines theologischen Programmbereichs mit erheblichen Schwierigkeiten konfrontiert.
Nach der Machtübernahme durch die Nationalsozialisten kamen alle Schulbücher auf den Prüfstand. Den Publikationen aus dem Hause Schwann wurden nach und nach die Genehmigungen entzogen, da sie dezidiert katholische Werte vertraten. Hans-Georg Francken-Schwann wurde als ehrenamtlichem Vorsitzenden der Schulbuchverleger das Ultimatum gestellt, den Druck katholischer Zeitschriften und jeden Kontakt zu katholischen Organisationen einzustellen. Als er sich weigerte, verlor der Schwann Verlag nach und nach die Regierungsbezirke, die er seit Generationen mit Schulbüchern aus dem eigenen Programm beliefert hatte.
1937/38 wurden neue ministerielle Vorgaben erlassen, die in kürzester Zeit auf die Schulbuchentwürfe angewendet werden sollten. Da sich Irma Francken-Schwann, die Witwe des inzwischen verstorbenen Hans-Georg Francken-Schwann, weigerte, die christliche Ausrichtung des Verlags aufzugeben, wurde den Publikationen aus dem Hause Schwann die Genehmigung entzogen oder ihnen in dem damals üblichen Quotierungsverfahren grundsätzlich die niedrigsten Auflagenzahlen zugewiesen. Der Schwann Verlag erwirtschaftete zu diesem Zeitpunkt 80 % seines Umsatzes aus dem Geschäft mit Schulbüchern, so dass der wirtschaftliche Bankrott nur noch eine Frage der Zeit war.
Da die Nationalsozialisten sogenannte „gemischte Produktionen“ verboten hatten, wurde 1940 die religiöse Programmsparte des Schwann Verlags zwangsweise zu Mosella überführt. Ziel der Nationalsozialisten war es, die Theologie von den anderen Programmbereichen zu trennen, um einen leichteren Zugriff auf religiöse Verlage zu erlangen und langfristig deren Stilllegung durchzusetzen. Ab 1942 wurden dem Verlag schließlich sämtliche Papierzuteilungen verweigert, so dass der Verlagsbetrieb eingestellt werden musste.
1943 kam Irma Francken-Schwann bei einem Bombenangriff auf dem Gelände des Verlages ums Leben, während sie versuchte, das Archiv vor der Vernichtung durch die Flammen zu retten.

### Die Nachkriegszeit
Nach dem Tod ihrer Mutter übernahm die älteste Tochter Adelheid Francken-Schwann, (geb. 1921) die Leitung des Verlages. Sie hatte zunächst eine Buchhändlerausbildung im elterlichen Verlag absolviert, war dann auf die Buchhändlerschule nach Leipzig gewechselt und brach nun ihr Studium ab, um den Verlag wieder aufzubauen.
1945 erhielt sie eine der ersten Lizenzen im britischen Besatzungsgebiet und konnte die Schulbuchproduktion des Schwann Verlages wieder aufnehmen. Eine Schlüsselfigur für den schnellen Wiederaufbau war der damalige Programmleiter Hans Hümmeler, der noch von Hans-Georg Francken-Schwann eingestellt worden war und der aufgrund seiner unbezweifelbaren Integrität von der britischen Militärverwaltung mit dem Aufbau des Buchhandels im Gebiet der Nordrheinprovinz beauftragt wurde.
1946 erweckten Adelheid Francken-Schwann und ihr Mann Paul Böhringer den Mosella Verlag zu neuem Leben, am 14. Mai 1946 wurde die Umbenennung des Mosella Verlags in Patmos Verlag beschlossen. Auf der Insel Patmos schrieb der Apostel Johannes seine Geheime Offenbarung, die Apokalypse des Neuen Testaments. Der neue Name des Verlags stand symbolisch für eine neue Programmentwicklung nach den apokalyptischen Erlebnissen der Zeit des Nationalsozialismus.
Seit den 1960er Jahren vertrat der Verlag im theologischen Diskurs eine kritische Position. In den 1970er und 1980er Jahren begannen hier Theologen wie Hubertus Halbfas und der lateinamerikanische Befreiungstheologe Leonardo Boff zu publizieren. Einer der wichtigsten Autoren des Verlags ist Eugen Drewermann.
1985 gaben Adelheid Francken-Schwann und Paul Böhringer die Verlagsleitung an Tullio Aurelio (1945–2023) ab, der seit 1978 – zunächst als Lektor und dann als Programmleiter – im Verlag tätig war. Es begann eine programmatische Neuausrichtung des Verlags. Zum einen wurde der Kernbereich des Programms entkonfessionalisiert und erweitert: Neben katholischer publiziert der Verlag seitdem auch evangelische und ökumenische Literatur für die Bereiche Gemeindearbeit und Religionsunterricht. Zum anderen wurde das Programm über den religiösen Bereich hinaus auf neue Gebiete wie Gesellschaftsfragen, Kinderbuch und Hörbuch ausgeweitet.
Seit 1988 war die Cornelsen Holding mit 75 % Hauptgesellschafterin des Patmos Verlages, weitere 25 % gehörten der Karl Rauch KG. Im November 2007 übergab Tullio Aurelio die Geschäftsführung an Klaus Kämpfe-Burghardt.
Unterstützt wurde die eigene inhaltliche Ausweitung in der Folgezeit durch die Übernahme mehrerer Verlage, die das Gesamtprogramm um die Bereiche Psychologie, Literatur und Kulturgeschichte erweiterten.

### Erwerbungen seit den 1980er Jahren
Das bestehende Hörbuchangebot des Patmos Verlags wurde 1987 durch die Übernahme des Tonträgerbereichs schwanni des Pädagogischen Verlags Schwann mit Lieder- und Hörspielproduktionen ausgebaut. Als Ergänzung kam 1990 das Kinderkassettenlabel des Pläne Verlags hinzu, welches ein umfassendes Programm von den Liedern der Liederfibel bis zum Liedermacher Fredrik Vahle mit seiner Anne Kaffekanne bot. 1998 startete Patmos mit Patmos audio ein eigenes Hörbuchprogramm für Erwachsene.
1992 kam der Oltener Walter Verlag zu Patmos, 1994 der Benziger Verlag. 1995 übernahm Patmos den Artemis & Winkler Verlag, 2001 den österreichischen DachsVerlag. 2002 kam der Kinder- und Jugendbuchverlag Sauerländer hinzu.

### Neuplatzierung und Verkauf
Die Cornelsen-Holding, zu der der Patmos Verlag gehörte, hat zum Jahresende 2009 eine tief greifende Umstrukturierung des Düsseldorfer Verlags vorgenommen. Kernpunkt war der komplette Umzug des Hauses mit allen Programmbereichen nach Mannheim zum Standort des Bibliographischen Instituts.
Kurz vor dem Wechsel nach Mannheim wurde mitgeteilt, dass der traditionsreiche Programmteil „Religion/Theologie“ sowie „Psychologie & Lebenshilfe“ mitsamt dem Verlagsnamen Patmos an die Schwabenverlag AG verkauft wurden. Nicht übernommen wurden einige der Zukäufe von Patmos, die heute in das Programm anderer Verlage integriert sind.
Mit der Übernahme der Programme von Patmos wurde durch die Schwabenverlag AG zum 1. Januar 2010 die Verlagsgruppe Patmos begründet und mit den bereits zuvor zur Schwabenverlag AG gehörigen Labeln verschmolzen. Die Verlagsgruppe Patmos in der Schwabenverlag AG wurde zu einem Zusammenschluss von sechs traditionsreichen Verlagshäusern: den Verlagen Patmos, Matthias-Grünewald-Verlag, Jan Thorbecke, Verlag am Eschbach, Kunstverlag Ver Sacrum und Schwabenverlag.